# Lorenzer Reichswald

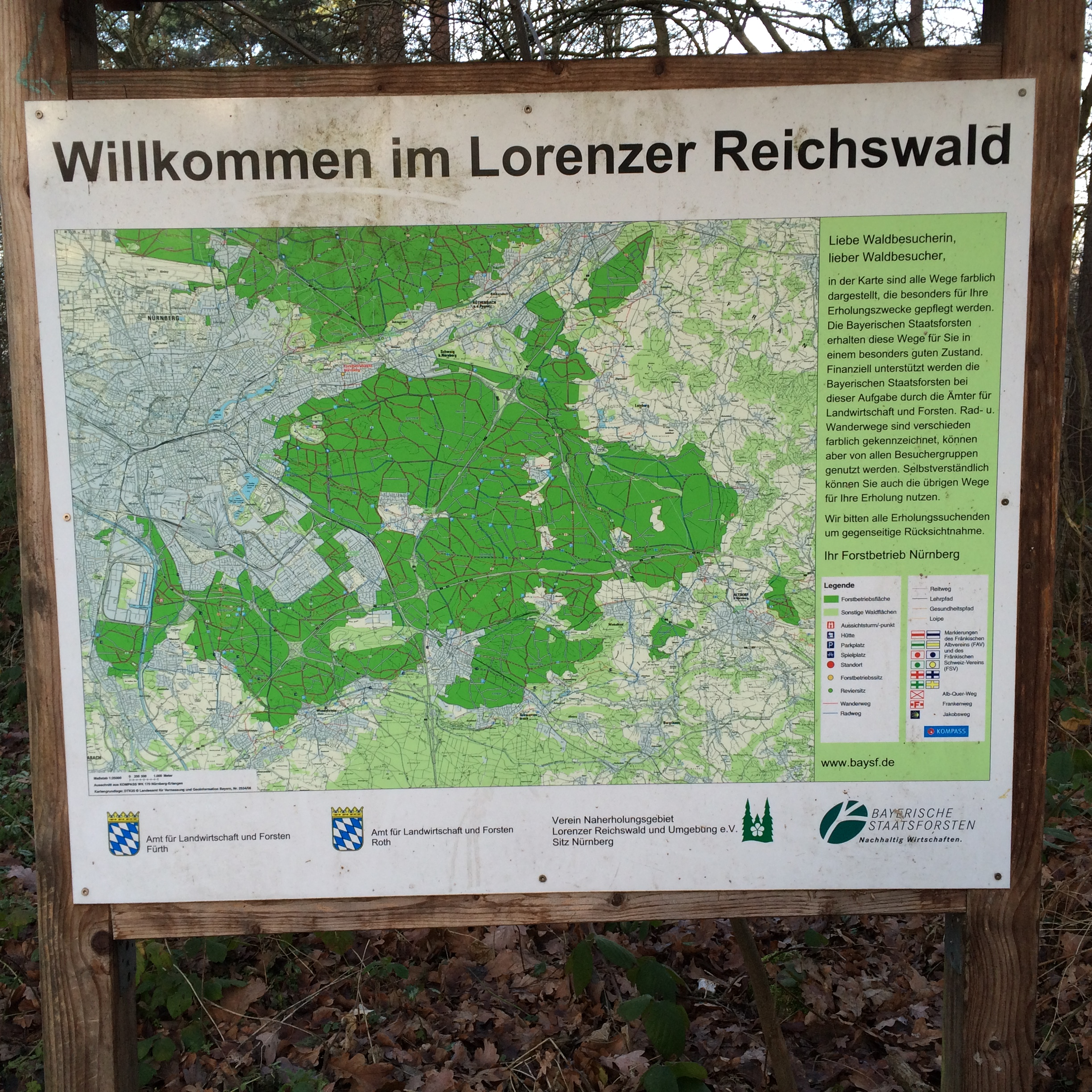
Wanderkarte Lorenzer Wald

Lorenzer Reichswald heißt der südlich der Pegnitz gelegene Teil des Nürnberger Reichswaldes; nördlich schließt sich der Sebalder Reichswald an.
Er bedeckt eine Fläche von ca. 15.000 ha (Stand 2000) und erstreckt sich im Nürnberger Südosten zwischen dem Fluss Rednitz im Westen und der Stadt Altdorf und der Gemeinde Leinburg im Osten. Die südliche Grenze bildet der Fluss Schwarzach.
Der Name stammt von St. Lorenz, der Hauptkirche des gleichnamigen und südlich der Pegnitz gelegenen Nürnberger Stadtteils. Südlich der Schwarzach schließt sich der erst in neuerer Zeit so genannte „Südliche Reichswald“ an, der bis zum Rothsee reicht.

## Geschichte
Um ungefähr 720 wurde der Reichswald mit dem fränkischen Königsbann belegt. Der Lorenzer Reichswald gehörte zum Reichsgut um Nürnberg und wurde als Reichslehen von einem Forstmeister verwaltet, spätestens 1230/1240 wurden die ca. 17.300 ha in zwei Forstmeisterämter und sechs, später 12 Waldhuten aufgeteilt. Im 13. und 14. Jahrhundert wurden die beiden Forstmeisterämter im Lorenzer Reichswald als Erblehen von den Familien Waldstromer und Koler ausgeübt. Da mehr Bäume gefällt wurden, als nachwuchsen, begann im Jahr 1368 der Nürnberger Rats- und Handelsherr Peter Stromer im Lorenzer Reichswald mit der ersten „systematischen Wiederaufforstungkampgne“ der Geschichte.
1372/96 konnte die Reichsstadt Nürnberg beide Forstämter kaufen. 1427 erwarb sie auch die meisten Nutzungsrechte am Sebalder Reichswald von den Burggrafen von Nürnberg. Diese behielten jedoch den hohen Wildbann, das Landgericht und Waldrechte. Daraus leiteten die Burggrafen und späteren Markgrafen von Ansbach-Bayreuth immer wieder Ansprüche auf den ganzen Reichswald ab. 1440 vereinte ein „Oberster Amtmann des Waldes“ beide Forstämter, bis 1489 durch die Waldämter der Reichsstadt Nürnberg Lorenzer (Waldamt Laurenzi und Sebalder Reichswald) einheitlich verwaltet wurden. Durch Übernutzung und nachfolgende Aufforstung wandelte sich der ursprüngliche Kiefern-Birken-Eichen-Mischwald später zu einem Kiefernwald.
Bereits 1296 wurden die Zeidler urkundlich erwähnt. Wegen ihrer reichen Wildbienenschwärme wurden die beiden Nürnberger Reichswälder auch „des Heiligen Römischen Reichs Bienengarten“ genannt. Die Zeidelgüter waren zahlenmäßig beschränkt und wurden als Erblehen vergeben. Dafür leisteten die Zeidler mit sechs Armbrüsten Kriegsdienst und zahlten dem Rat eine Abgabe, das „Honiggeld“. Es entwickelten sich schließlich 27 Zeideldörfer mit 92 Zeidelgütern; Gemeinden wie Feucht und Röthenbach bei Sankt Wolfgang waren Zeidlergemeinden. Die Zeidler hatten über das Bienenregal hinaus Waldnutzungsrechte und Zollfreiheiten im Honighandel, Kaiser Karl IV. verlieh den Lorenzer Zeidlern 1350 ein eigenes Zeidelgericht in Feucht, das bis zum Ende des alten Reichs bestand, während die Sebalder Zeidler dem Forstgericht des Sebalder Walds unterstanden.
Die jahrhundertelangen, sehr umfangreichen Baumaßnahmen der Reichsstadt erforderten die Verfügbarkeit großer Mengen qualitativ hochwertiger Sandsteine. Bereits in den frühen Phasen der Stadt wurde für den Festungsbau der Nürnberger Burganlagen und der Stadtmauer wurde der extrem harte Quarzitsandstein aus den Brüchen bei Worzeldorf und Wendelstein gewonnen. Dazu gehörte u. a. der Holsteinbruch.
1806 kam der Wald zusammen mit der Reichsstadt Nürnberg zum Königreich Bayern. Durch Übernutzung war er wieder einmal in einem beklagenswerten Zustand. Die Kiefern-Monokulturen wurden 1896 durch den Kiefernspanner zu einem großen Teil vernichtet. Ein Drittel der Gesamtfläche musste abgeholzt werden. In den Folgejahren wurde wieder großflächig mit Kiefern aufgeforstet.

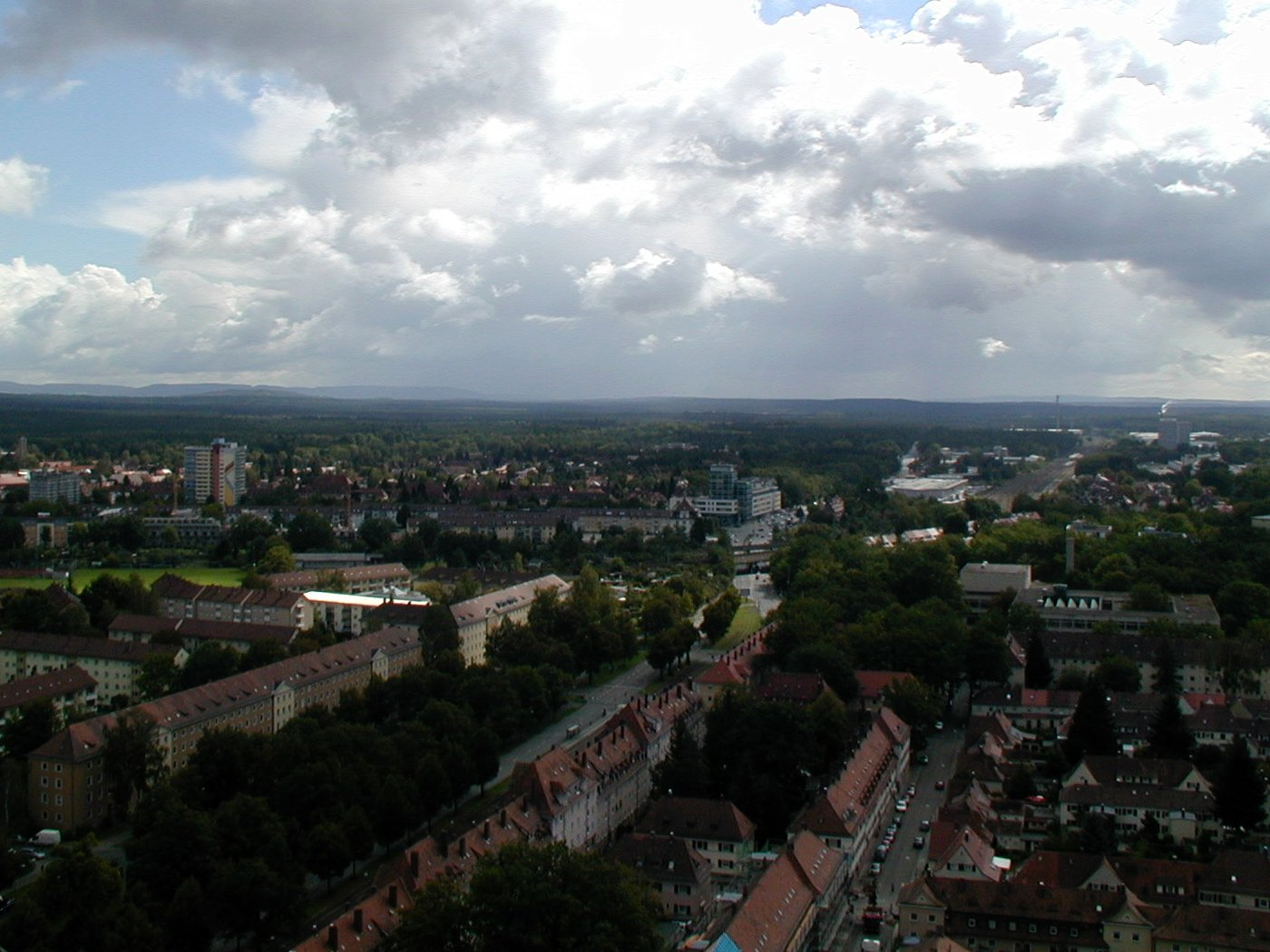
Hinter Zerzabelshof der Lorenzer Reichswald.

1836 wurde mit dem Bau des Ludwig-Donau-Main-Kanals begonnen, der den Lorenzer Wald durchquerte.
Die schnell wachsende Stadt Nürnberg dehnte sich im Süden weit in den Lorenzer Reichswald aus. Vor allem in der Zeit nach dem Ersten Weltkrieg schoben sich mit der Gartenstadt und der Werderau große Siedlungsgebiete in das Waldgelände vor. Die heutigen Stadtteile Fischbach und Altenfurt waren ehemals Walddörfer. Das Gebiet des heutigen Langwassers war 1900 noch dicht bewaldet, später wurde dort ein Schießplatz eingerichtet. Nach verheerenden Waldbränden 1917 bis 1919 wurde das Gebiet in den 1920er Jahren gerodet und in den 1930er Jahren für das Reichsparteitagsgelände der Nazis verwendet, bis in den 1950er Jahren mit der Errichtung des Stadtteils Langwasser begonnen wurde. Um 1900 entstand im Wald südlich von Nürnberg der Nürnberger Rangierbahnhof einer der größten deutschen Rangierbahnhöfe. Für die dort beschäftigten Arbeiter errichtete bald darauf eine Eisenbahner-Baugenossenschaft eine vorbildhafte Gartenstadt, die Rangierbahnhof-Siedlung.
In den 1930er Jahren wurde die Reichsautobahn Berlin–München (heute A 9) und Teilabschnitte der Autobahn Amberg–Heilbronn (heute A 6) durch den Wald gebaut, nach dem Zweiten Weltkrieg fertiggestellt und ausgebaut.
1938 wurde von der Wehrmacht zwischen Nürnberg und Feucht die Heeresmunitionsanstalt Feucht errichtet, die nach dem Zweiten Weltkrieg vom amerikanischen Militär zu einer Hubschrauberbasis ausgebaut wurde. Mit Ende des Ost-West-Konfliktes wurde der Militärstützpunkt überflüssig und zu einem Gewerbepark mit 850.000 m² Gesamtfläche umgewandelt.
Der Bau des Main-Donau-Kanals (seit den 1960er Jahren) und des Hafens Nürnberg (Einweihung 1972), der als Güterverkehrszentrum (GVZ) den Schiffs-, Bahn- und vor allem LKW-Verkehr verknüpft, verbrauchte weitere Flächen. Von den projektierten beiden Hafenbecken wurde bisher erst eines fertiggestellt. In weiten Teilen parallel zum Main-Donau-Kanal geführt, wurde die Südwesttangente gebaut.
Sein charakteristisches Aussehen hat dem Reichswald den Namen „Steckerlaswald“ eingetragen.
1969 wurde der Naherholungsverein Lorenzer Reichswald gegründet. Im Jahr 2000 umfasst der Lorenzer Reichswald noch ca. 15.000 ha.

## Geographie

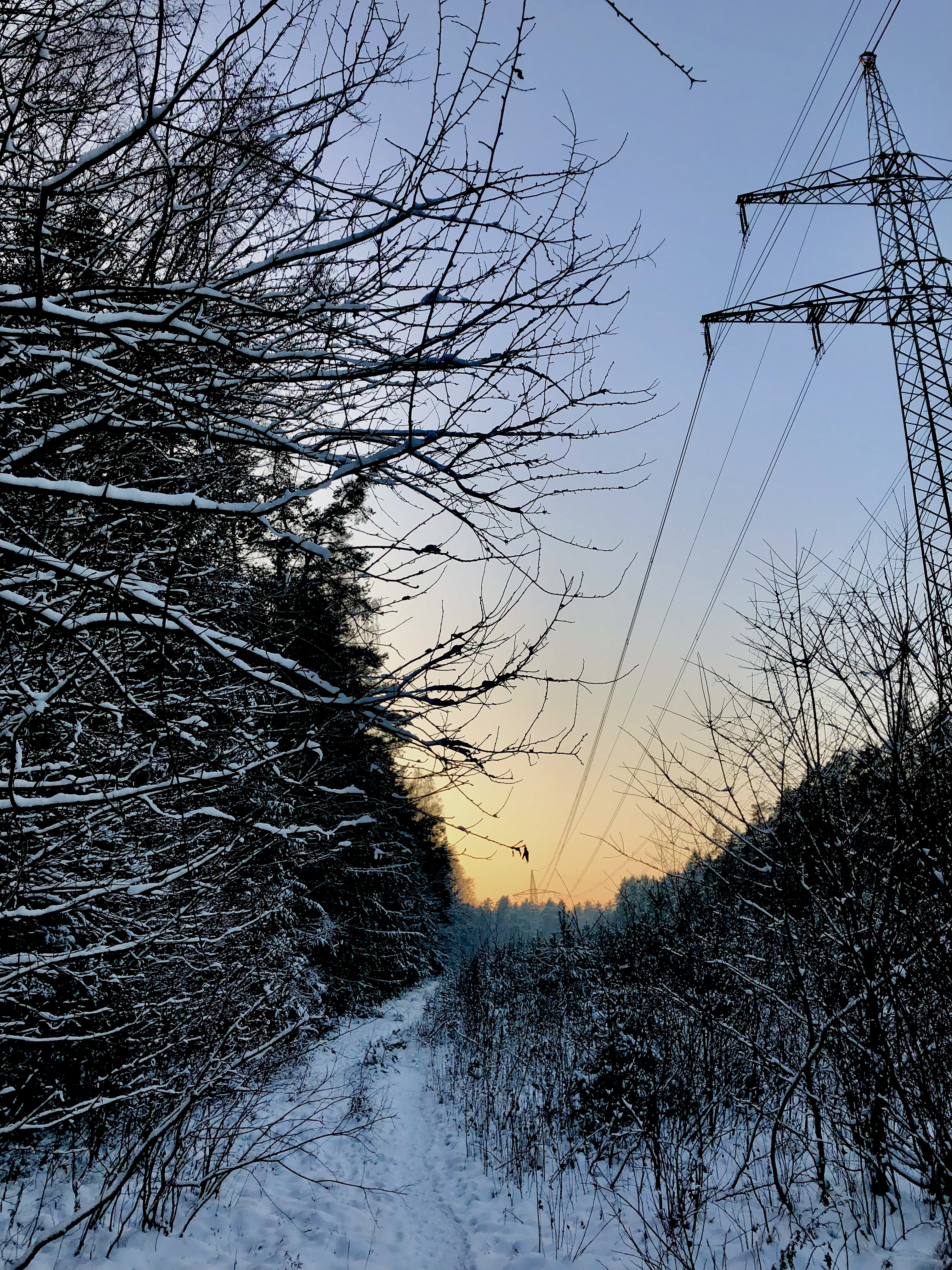
Der Zerzabelshofer Forst im Winter

Zum Lorenzer Reichswald gehören folgende Forste:
- Zerzabelshofer Forst
- Laufamholzer Forst
- Haimendorfer Forst
- Staatsforst Brunn
- Staatsforst Leinburg
- Staatsforst Winkelhaid
- Staatsforst Fischbach
- Feuchter Forst
- Forsthof (bei Fischbach)
- Forst Kleinschwarzenlohe
- Eibacher Forst

Nur an wenigen Stellen überschreitet der Wald die 400-m-Höhenmarke; z. B. Hoher Bühl im Gewerbegebiet Nürnberg-Feucht mit 408 m; Dreibrüderberg bei Rummelsberg mit 430 m; der Brunner Berg mit 438 m; der Berg westlich Weissenbrunn mit 404 m. Der naheliegende Moritzberg mit 603 m gehört nicht mehr zum Lorenzer Reichswald.
Der Boden ist meist sandig und überwiegend mit Kiefern bepflanzt; bisweilen sind Birken oder auch Erlen eingemischt. Am Boden ist er zumeist mit Heidel- oder Preiselbeersträuchern bewachsen. An einigen Stellen ragen Sandsteine aus dem Boden und es gibt viele aufgelassene Steinbrüche. Der Lorenzer Reichswald ist ein Bestandteil der Sandachse Franken.
Einige Flächen, beispielsweise um den Fischbach nahe dem Eisweiher, sind Feuchtgebiete und im Frühling sehr sumpfig.
Der Röthenbach entwässert den Wald nach Norden zur Pegnitz, der Fischbach und der Hutgraben nach Westen zur Pegnitz, der Gauchsbach nach Süden zur Schwarzach und der Eichenwaldgraben nach Westen zur Rednitz.

## Schutzgebiete
Bedeutend ist der Naturwald Feuchtwälder im Nürnberger Reichswald als Teilfläche im Lorenzer Reichswald und größtes Waldschutzgebiet in Mittelfranken.

## Flächenentwicklung
Die nachfolgende Tabelle zeigt die Flächenentwicklung von 1830 bis 2000.
| Jahr         | um 1830 | 1955   | 1980   | 1990   | 2000   |
| Fläche in ha | 20.721  | 16.877 | 15.321 | 15.091 | 15.027 |

## Denkmäler und Gedenksteine

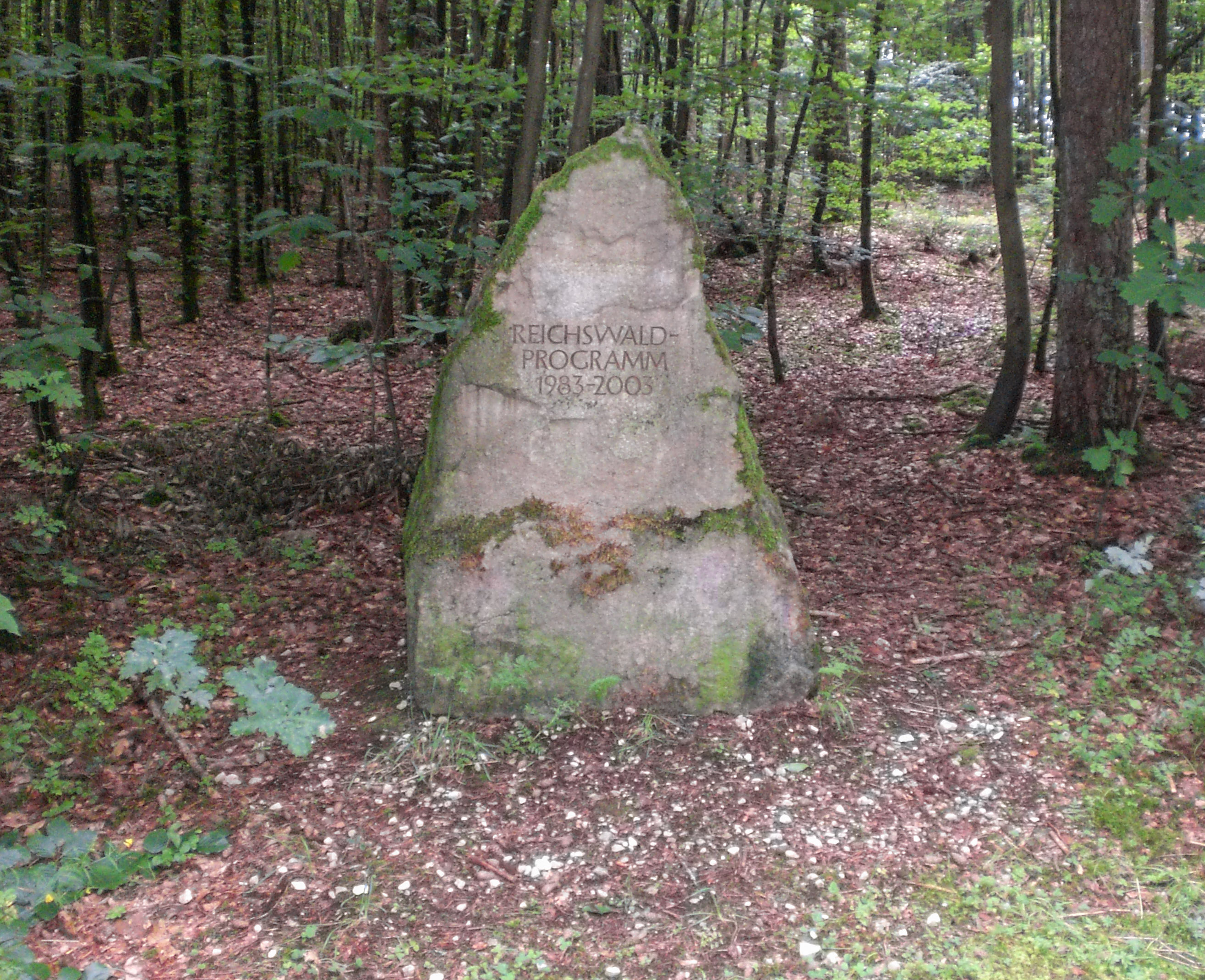
Reichswalddenkmal bei Feucht

In dem Wald befinden sich Denkmäler, Gedenksteine, Steinkreuze, Grenzsteine, Brunnen, Quellen und andere Besonderheiten.

### Forstreviergrenzsteine
Um den Zustand der devastierten Wälder zu ermitteln, wurde 1840/41 im Nürnberger Reichswald eine Forsteinrichtung durchgeführt. In diesem Zusammenhang entstanden auch solche Forstreviergrenzsteine (Reviergrenzsäulen). Sie zeigen auf jeder Seite das damals angrenzende Revier. Darauf abgebildet sind Waldhämmer. Damit markierten die Förster jeden einzelnen Baum um Holzdiebstahl zu unterbinden.
Die Grenzsteine sind in der Regel aus Sandstein, dreieckig und etwa 2 Meter hoch.
| # | Grenzstein                                                 | Besonderheiten                                | Lage                                        | Bild | Koordinaten                  |
| - | ---------------------------------------------------------- | --------------------------------------------- | ------------------------------------------- | ---- | ---------------------------- |
| 1 | Forstreviergrenzstein Brunn, Laufamholz und Röthenbach     |                                               | Haimendorfer Forst Laufamholzer Forst Brunn |      | 49° 26′ 55″ N, 11° 12′ 44″ O |
| 2 | Forstreviergrenzstein Feucht, Altenfurt und Schwarzenbruck |                                               | Altenfurt Feucht Schwarzenbruck             |      | 49° 23′ 22″ N, 11° 11′ 4″ O  |
| 3 | Forstreviergrenzstein Fischbach, Brunn und Laufamholz      | Als Baudenkmal (D-5-64-000-2244) ausgewiesen. | Fischbach Laufamholzer Forst Brunn          |      | 49° 26′ 19″ N, 11° 12′ 27″ O |
| 4 | Forstreviergrenzstein Fischbach, Feucht und Altenfurt      |                                               | Fischbach Feuchter Forst Altenfurt          |      | 49° 24′ 27″ N, 11° 13′ 30″ O |
| 5 | Forstreviergrenzstein Fischbach, Feucht und Ungelstetten   |                                               | Fischbach Winkelhaid Feuchter Forst         |      | 49° 24′ 24″ N, 11° 15′ 31″ O |
| 6 | Forstreviergrenzstein Fischbach, Forsthof und Laufamholz   | Als Baudenkmal (D-5-64-000-2245) ausgewiesen. | Fischbach Forsthof Laufamholzer Forst       |      | 49° 26′ 17″ N, 11° 11′ 14″ O |
| 7 | Holzsäule Rote Marter                                      |                                               | Winkelhaid                                  |      | 49° 24′ 22″ N, 11° 17′ 7″ O  |
| 8 | Holzsäule Totenmarter bei Weißenbrunn                      |                                               | Winkelhaid                                  |      | 49° 25′ 23″ N, 11° 21′ 9″ O  |

## Ausflugsziele
Im Lorenzer Reichswald liegen folgende Ausflugsziele:
- Tiergarten Nürnberg
- Schmausenbuck
- Birkensee
- Moritzberg
- Ludwig-Donau-Main-Kanal
- Jägersee (zwischen Röthenbach St. Wolfgang und Feucht)
- Krugsweiher bei Feucht
- Schwarzachklamm mit Brückkanal
- Wernloch bei Wendelstein

" *Steinbrüchlein